# Séra Martin

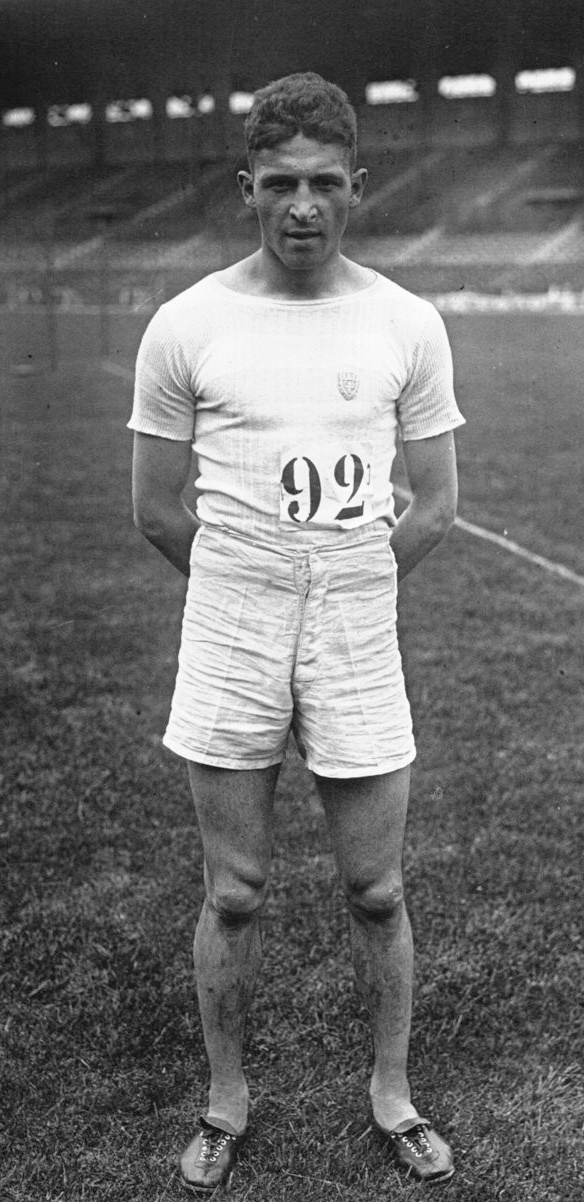
Séra Martin, 1927

Seraphin „Séra“ François Antoine Martin (* 2. Juli 1906 in Nizza; † 23. April 1993 in Le Plessis-Bouchard) war ein französischer Leichtathlet, der in den 1920er Jahren im Mittelstreckenlauf erfolgreich war. Im 800-Meter-Lauf sowie im 1000-Meter-Lauf stellte er 1926 und 1928 Weltrekorde auf.
Er hatte bei einer Größe von 1,79 m ein Wettkampfgewicht von 68 kg.

## Leistungen
- Weltrekord über 800 m in 1:50,6 min, aufgestellt am 14. Juli 1928 in Paris (Verbesserung der zwei Jahre alten Bestmarke des Deutschen Otto Peltzer um 1,0 Sekunde)

- Weltrekord über 1000 m in 2:26,8 min, aufgestellt am 30. August 1926 in Paris (Verbesserung der vier Jahre alten Bestmarke des Schweden Sven Lundgren um 1,8 Sekunden)

- Olympische Spiele:
1928 in Amsterdam: Sechster in 1:54,6 min
1932 in Los Angeles: Achter in 1:53,6 min

In der Stadt Moirans ist eine Straße nach ihm benannt.